# Manfred Schulte (Politiker)
Manfred Schulte (* 16. August 1930 in Hamm; † 19. September 1998 in Hameln) war ein deutscher Jurist und Politiker (SPD).

## Leben und Beruf
Schulte wurde als Sohn eines Prokuristen geboren. Nach dem Besuch der Volksschule legte er 1952 am humanistischen Gymnasium Hammonense in Hamm, unterbrochen durch Teilnahme am Zweiten Weltkrieg und US-amerikanischer Kriegsgefangenschaft, das Abitur ab. Anschließend studierte er zunächst Philosophie, Geschichte und Germanistik in Münster. Später wechselte er die Fächer und nahm ein Studium der Rechts- und Staatswissenschaften sowie der Philosophie in Bonn auf, das er 1957 mit dem ersten und 1961 mit dem zweiten juristischen Staatsexamen beendete. Danach war Schulte als Assessor Richter beim Landgericht Hagen sowie bei den Amtsgerichten Kamen und Schwerte. Er war von 1962 bis 1965 Rechtsrat beim Amt Pelkum im Kreis Unna und wurde später zum Amtsoberrechtsrat befördert. 1988/89 fungierte er als Geschäftsführer der Vereinigung ehemaliger Mitglieder des Deutschen Bundestages und des Europäischen Parlaments.

## Abgeordneter
Manfred Schulte trat 1953 der SPD bei. Er gehörte dem Deutschen Bundestag von 1965 bis 1987 an. Im Parlament vertrat er den Wahlkreis Unna I. Von 1967 bis 1975 war er Parlamentarischer Geschäftsführer der SPD-Bundestagsfraktion und vom 14. Mai 1975 bis 1987 Vorsitzender des Bundestagsausschusses für Wahlprüfung, Immunität und Geschäftsordnung.
Unter dem Präsidenten der Parlamentarischen Versammlung des Europarates, Karl Ahrens (SPD) wurde Manfred Schulte während der heißen Phase des Kalten Krieges zu Zeiten des NATO-Doppelbeschlusses mit schwierigen geheimen Sicherheitsfragen der NATO betraut, als die Welt gleich zweimal im Herbst/Winter 1983 kurz vor dem realen Ausbruch eines Atomkrieges stand, berichtet als Zeitzeuge sein damaliger wissenschaftlicher Mitarbeiter im Deutschen Bundestag und enger Vertrauter, der Wirtschaftsjournalist Hartmut Urban. Insbesondere wegen seiner aktiven Rolle im Herbst/Winter 1983 wurde Manfred Schulte 1985 das Große Bundesverdienstkreuz mit Stern verliehen. Nach dem Ausscheiden aus dem Deutschen Bundestag unterstützte Manfred Schulte seine Frau Brigitte Schulte MdB insbesondere tatkräftig in sicherheitspolitischen Fragen.

## Familie
Manfred Schultes erste Ehefrau war Dorothea Beckmann, eine Cousine des Bildhauers Wyny Ecu.
Seine zweite Frau Brigitte Schulte gehörte von 1976 bis 2005 dem Deutschen Bundestag an und war von 1987 bis 1990 parlamentarische Geschäftsführerin der SPD-Bundestagsfraktion, von 1994 bis 1998 stellvertretende Verteidigungspolitische Sprecherin der SPD-Fraktion, und wurde am 27. Oktober 1998 als parlamentarische Staatssekretärin beim Bundesminister der Verteidigung in die von Bundeskanzler Gerhard Schröder geführte Bundesregierung berufen.
Frau Schulte war zudem von 1991 bis 2005 Sprecherin der Nordatlantischen Versammlung (Parlamentarische Versammlung der NATO (NATO-PV)). Hier war sie von 1993 bis 1996 Vorsitzende des Ausschusses für Zivile Angelegenheiten.

## Ehrungen
- 1979: Großes Bundesverdienstkreuz
- 1985: Großes Bundesverdienstkreuz mit Stern